# Jürgen Schulz (Eishockeyspieler)
Jürgen Schulz (* 7. Januar 1970) ist ein ehemaliger deutscher Eishockeyspieler.

## Karriere
Jürgen Schulz begann seine Karriere 1988 bei der Düsseldorfer EG. Nachdem er in seiner Zeit in Düsseldorf nur auf 23 Einsätze gekommen war, sah er sich aufgrund der fehlenden sportlichen Perspektive gezwungen, den Verein zu wechseln.
Zunächst zog es ihn zum EC Ratingen, wo er allerdings erst in seiner zweiten Saison richtig überzeugen konnte und zum Stammkader gehörte. Anschließend wechselte Schulz wieder in die 1. Bundesliga, zum Kölner EC. Auch hier konnte er überzeugen, blieb allerdings nur eine Saison bei den Domstädtern und kehrte Mitte der Saison 1993/94 nach Ratingen zurück.
In den folgenden sechs Jahren wechselte Schulz mehrmals den Verein. Stationen waren unter anderem der ERC Westfalen Dortmund sowie der EV Duisburg in der 1. Liga Nord. Zur Saison 2002/03 wechselte er dann erneut ins Rheinland nach Ratingen, wo ihn die Verantwortlichen der Ratinger Ice Aliens unter Vertrag nahmen. Mit den Ice Alien konnte er im Jahr 2005 Regionalliga-Meister gewinnen und anschließend in die Oberliga aufstieg. Ein Jahr später beendete Jürgen Schulz seine aktive Eishockeykarriere im Alter von 36 Jahren.

## Diverses
Jürgen Schulz absolvierte während seiner Zeit bei der Düsseldorfer EG sieben Länderspiele für das deutsche Junioren-Nationalteam, in denen er einen Assist erzielte und neun Strafminuten kassierte.
Die Eishockey-Zeitschrift Eishockey News kürte Schulz zwischen 2001 und 2004 insgesamt drei Mal zum besten Verteidiger der Regionalliga NRW.